# Glomera schlechteriana
Glomera schlechteriana là một loài thực vật có hoa trong họ Lan. Loài này được Mansf. mô tả khoa học đầu tiên năm 1929.